# Una cita de amor
Una cita de amor es una película mexicana estrenada en 1958 y dirigida por Emilio Fernández. Participó en el 8.º Festival Internacional de Cine de Berlín. Está basada en la novela El niño de la bola de Pedro Antonio de Alarcón.
La película comenzó a rodarse en mayo de 1956 en Estudios CLASA pero se estrenó hasta el 5 de junio de 1958. En un principio su título era Bramadero.

## Reparto
- Silvia Pinal como Soledad
- Carlos López Moctezuma como don Mariano
- Jaime Fernández como Román Chávez
- Amalia Mendoza «La Tariácuri» como Genoveva
- José Elías Moreno como juez de Acordada
- Agustín Fernández como sustituto del juez
- Guillermo Cramer como Ernesto Díaz
- Arturo Soto Rangel
- Emilio Garibay
- Jorge Treviño como anunciador
- Rogelio Fernández
- Antonio León Yáñez
- Margarito Luna
- Gregorio Acosta

## Sinopsis del argumento
Soledad, hija del rico Mariano, se entrega amorosa al huérfano Román, dueño de un pequeño rancho, Bramadero, junto a Bellavista, la hacienda del padre de ella. Mariano odia a Román y quiere casar a Soledad con el rico Ernesto, sobrino de su amigo el juez de Acordada. Soledad rechaza a Ernesto, de quien fue novia tiempo atrás. Román decide irse para ganar dinero que le permita vencer la resistencia de Mariano; antes, para bailar con Soledad en una fiesta, debe aportar una suma que Mariano y Ernesto aumentan hasta hacerle imposible su pago. Román pelea con Ernesto en una cantina, lo mata a tiros y huye a la montaña. Para capturarlo, Mariano y el juez ofrecen mucho dinero por su cabeza. En la montaña, Román mata a tiros al Juez, cuyo sustituto, enamorado de Soledad, redobla su celo por la captura del fugitivo. Soledad guarda doloroso mutismo. Román asalta con unos hombres a sus órdenes Bellavista para ver a Soledad. En una callejuela, Román abate al sustituto del juez, pero resulta malherido y muere en brazos de su amada después de bailar con ella el son de "El Palomo" en un tablado, como no pudo hacerlo tiempo atrás.